# Postás Pat – Különleges küldemények
A Postás Pat – Különleges küldemények (eredeti címén Postman Pat: Special Delivery Service) brit: angol televíziós bábfilmsorozat, amelynek főhősei Patrick, a postás (Postás Pat) és fekete fehér macskája Jesse. A sorozatban Patrick (Pat) különleges küldeményeket szállít Greendale lakóinak.

## Ismertető
Pancastert (Lancaster paródiája) az előző sorozatban nagyon gyakran emlegették, de csak a 38. részben, illetve a Postás Pat és a greendale-i rakétában szerepelt. Ebben a sorozatban viszont mindegyik részben látható a település, a nézők megismerhetik többek között  a város postahivatalát, vasútállomását és egy benzinkutat is.

## Magyar hangok
| Szereplő                  | Eredeti hang                                      | Magyar hang      |
| ------------------------- | ------------------------------------------------- | ---------------- |
| Patrick "Pat" Clifton     | Lewis MacLeod                                     | Galbenisz Tomasz |
| Benjamin "Ben" Taylor     | Lewis MacLeod                                     | ?                |
| Jess                      | Melissa Sinden                                    | eredeti hangján  |
| Bonnie                    | Melissa Sinden                                    | eredeti hangján  |
| Sara Clifton              | Carole Boyd                                       | ?                |
| Mrs. Goggins              | Carole Boyd                                       | ?                |
| Dorothy Thompson          | Carole Boyd                                       | ?                |
| Dr. Sylvia Gilbertson     | Carole Boyd                                       | ?                |
| Sarah Gilbertson          | Carole Boyd                                       | ?                |
| Charles "Charlie" Pringle | Carole Boyd                                       | ?                |
| Julian Clifton            | Janet James                                       | ?                |
| Lauren Taylor             | Janet James                                       | ?                |
| Lucy Shelby               | Janet James                                       | ?                |
| Elizabeth "Lizzy" Taylor  | Angela Griffin                                    | ?                |
| Amy Wrigglesworth         | Angela Griffin                                    | ?                |
| Theodore "Ted" Glen       | Ken Barrie (1. évad) Bradley Clarkson (2-3. évad) | Forgács Gábor    |
| Arthur Shelby             | Ken Barrie (1. évad) Bradley Clarkson (2-3. évad) | ?                |
| Alfred "Alf" Thompson     | Ken Barrie (1. évad) Lewis MacLeod (2-3. évad)    | ?                |
| Peter Timms tiszteletes   | Ken Barrie (1. évad) Dan Milne (2-3. évad)        | Pálfai Péter     |
| Williams "Bill" Thompson  | Kulvinder Ghir                                    | Molnár Levente   |
| Ajay Bains                | Kulvinder Ghir                                    | Háda János       |
| Michael Lam               | Kulvinder Ghir                                    | ?                |
| Nisha Bains               | Archie Panjabi                                    | ?                |
| Meera Bains               | Archie Panjabi                                    | ?                |

## Epizódok
|                          | Évad | Epizódok | Eredeti sugárzás          | Eredeti sugárzás        | Magyar sugárzás          | Magyar sugárzás     |
| Eredeti sugárzás kezdete | Évad | Epizódok | Eredeti sugárzás fináléja | Magyar sugárzás kezdete | Magyar sugárzás fináléja |                     |
| ------------------------ | ---- | -------- | ------------------------- | ----------------------- | ------------------------ | ------------------- |
|                          | 1    | 26       | 2008. szeptember 29.      | 2008. december 19.      | 2008 és 2013 között      | 2008 és 2013 között |
|                          | 2    | 26       | 2013. február 11.         | 2013. december 20.      | 2013.                    | 2013.               |
|                          | 3    | 26       | 2016. november 22.        | 2017. március 29.       | ?                        | ?                   |

### 1. évad (2008)
|     |     | Eredeti cím                                           | Magyar cím          | Eredeti premier      | Magyar premier      |
| --- | --- | ----------------------------------------------------- | ------------------- | -------------------- | ------------------- |
| 1.  | 1.  | Pat's Special Delivery: A Runaway Cow                 | Az elszökött tehén  | 2008. szeptember 29. | 2008 és 2013 között |
| 2.  | 2.  | Pat's Special Delivery: A Tepee                       | ?                   | 2008. szeptember 30. | 2008 és 2013 között |
| 3.  | 3.  | Pat's Special Delivery: A Wind Machine                | ?                   | 2008. október 1.     | 2008 és 2013 között |
| 4.  | 4.  | Pat's Special Delivery: Crazy Robots                  | Bolondos Robotok    | 2008. október 2.     | 2008 és 2013 között |
| 5.  | 5.  | Pat's Special Delivery: Big Balloons                  | ?                   | 2008. október 3.     | 2008 és 2013 között |
| 6.  | 6.  | Pat's Special Delivery: A Bouncy Castle               | ?                   | 2008. október 6.     | 2008 és 2013 között |
| 7.  | 7.  | Pat's Special Delivery: Charlie's Telescope           | Charlie teleszkópja | 2008. október 7.     | 2008 és 2013 között |
| 8.  | 8.  | Pat's Special Delivery: Fruit Bats                    | Gyümölcs denevérek  | 2008. október 8.     | 2008 és 2013 között |
| 9.  | 9.  | Pat's Special Delivery: Precious Eggs                 | Az értékes tojások  | 2008. október 9.     | 2008 és 2013 között |
| 10. | 10. | Pat's Special Delivery: Naughty Pumpkin               | Rosszcsont Tököcske | 2008. október 10.    | 2008 és 2013 között |
| 11. | 11. | Pat's Special Delivery: A Movie Feast                 | Mozi est            | 2008. október 13.    | 2008 és 2013 között |
| 12. | 12. | Pat's Special Delivery: A Speedy Car                  | ?                   | 2008. október 14.    | 2008 és 2013 között |
| 13. | 13. | Pat's Special Delivery: A Wobbly Piano                | A verseny zongora   | 2008. október 15.    | 2008 és 2013 között |
| 14. | 14. | Pat's Special Delivery: A Slippery Ice Cube           | A kínai fesztivál   | 2008. október 16.    | 2008 és 2013 között |
| 15. | 15. | Pat's Special Delivery: A Magical Jewel               | Az arany elefánt    | 2008. október 17.    | 2008 és 2013 között |
| 16. | 16. | Pat's Special Delivery: A Teddy                       | A Maci              | 2008. november 3.    | 2008 és 2013 között |
| 17. | 17. | Pat's Special Delivery: A Super Magnet                | A szuper mágnes     | 2008. november 4.    | 2008 és 2013 között |
| 18. | 18. | Pat's Special Delivery: A Treehouse                   | A lombkunyhó        | 2008. november 5.    | 2008 és 2013 között |
| 19. | 19. | Pat's Special Delivery: A Green Rabbit                | A zöld nyuszi       | 2008. november 6.    | 2008 és 2013 között |
| 20. | 20. | Pat's Special Delivery: A Suprise                     | ?                   | 2008. november 7.    | 2008 és 2013 között |
| 21. | 21. | Pat's Special Delivery: Bernie the Parrot             | ?                   | 2008. november 10.   | 2008 és 2013 között |
| 22. | 22. | Pat's Special Delivery: The Red Rocket                | ?                   | 2008. november 11.   | 2008 és 2013 között |
| 23. | 23. | Pat's Special Delivery: A Disco Machine               | ?                   | 2008. november 12.   | 2008 és 2013 között |
| 24. | 24. | Pat's Special Delivery: A Giant Cake                  | ?                   | 2008. november 13.   | 2008 és 2013 között |
| 25. | 25. | Pat's Special Delivery: Ice Skates                    | ?                   | 2008. november 14.   | 2008 és 2013 között |
| 26. | 26. | Pat's Special Delivery: The Flying Christmas Stocking | ?                   | 2008. december 19.   | 2008 és 2013 között |

### 2. évad (2013)
|     |     | Eredeti cím                                    | Magyar cím | Eredeti premier      | Magyar preimer |
| --- | --- | ---------------------------------------------- | ---------- | -------------------- | -------------- |
| 27. | 1.  | Postman Pat and Cowboy Colin                   | ?          | 2013. február 11.    | 2013.          |
| 28. | 2.  | Postman Pat and the Big Bob Bell               | ?          | 2013. február 12.    | 2013.          |
| 29. | 3.  | Postman Pat and the Cheeky Sheep               | ?          | 2013. február 13.    | 2013.          |
| 30. | 4.  | Postman Pat and the Metal Detector             | ?          | 2013. februrá 14.    | 2013.          |
| 31. | 5.  | Postman Pat and the Crazy Crockery             | ?          | 2013. február 15.    | 2013.          |
| 32. | 6.  | Postman Pat and the Runaway Bees               | ?          | 2013. február 18.    | 2013.          |
| 33. | 7.  | Postman Pat and the Identical Cats             | ?          | 2013. február 19.    | 2013.          |
| 34. | 8.  | Postman Pat and the Station Window             | ?          | 2013. február 20.    | 2013.          |
| 35. | 9.  | Postman Pat and the Sculpture Trail            | ?          | 2013. február 21.    | 2013.          |
| 36. | 10. | Postman Pat and Meera's Gecko                  | ?          | 2013. február 22.    | 2013.          |
| 37. | 11. | Postman Pat and the Booming Bagpipes           | ?          | 2013. március 11.    | 2013.          |
| 38. | 12. | Postman Pat and the Scarecrow                  | ?          | 2013. március 12.    | 2013.          |
| 39. | 13. | Postman Pat and the Seaside Special            | ?          | 2013. március 13.    | 2013.          |
| 40. | 14. | Postman Pat and the Chinese Dragon             | ?          | 2013. március 14.    | 2013.          |
| 41. | 15. | Postman Pat and the Karaoke Night              | ?          | 2013. március 15.    | 2013.          |
| 42. | 16. | Postman Pat and the Didgeridoo                 | ?          | 2013. szeptember 9.  | 2013.          |
| 43. | 17. | Postman Pat and the Amazing Weather Machine    | ?          | 2013. szeptember 10. | 2013.          |
| 44. | 18. | Postman Pat and the Super Skateboard Sizzle    | ?          | 2013. szeptember 11. | 2013.          |
| 45. | 19. | Postman Pat and the Rubber Duck Race           | ?          | 2013. szeptember 12. | 2013.          |
| 46. | 20. | Postman Pat and the Sticky Situation           | ?          | 2013. szeptember 13. | 2013.          |
| 47. | 21. | Postman Pat and the Tricky Tracker             | ?          | 2013. szeptember 16. | 2013.          |
| 48. | 22. | Postman Pat and the Greendale Ukulele Big Band | ?          | 2013. szeptember 17. | 2013.          |
| 49. | 23. | Postman Pat and the Tremendous Tree            | ?          | 2013. szeptember 18. | 2013.          |
| 50. | 24. | Postman Pat and the Great Greendale Website    | ?          | 2013. szeptember 19. | 2013.          |
| 51. | 25. | Postman Pat and the Twinkly Lights             | ?          | 2013. november 1.    | 2013.          |
| 52. | 26. | Postman Pat and the Christmas Panto Horse      | ?          | 2013. december 20    | 2013.          |

### 3. évad (2016-2017)
|     |     | Eredeti cím                               | Magyar cím | Eredeti premier    | Magyar premier |
| --- | --- | ----------------------------------------- | ---------- | ------------------ | -------------- |
| 53. | 1.  | Postman Pat and the Cornish Caper         | ?          | 2016. november 21. | ?              |
| 54. | 2.  | Postman Pat and the Giant Pumpkin         | ?          | 2016. november 22. | ?              |
| 55. | 3.  | Postman Pat and the Flying Shark          | ?          | 2016. november 23. | ?              |
| 56. | 4.  | Postman Pat and The Blue Flash            | ?          | 2016. november 24. | ?              |
| 57. | 5.  | Postman Pat's Pancake Party               | ?          | 2016. november 25. | ?              |
| 58. | 6.  | Postman Pat and the Runaway Remote        | ?          | 2016. november 28. | ?              |
| 59. | 7.  | Postman Pat and the Zooming Zip wire      | ?          | 2016. november 29. | ?              |
| 60. | 8.  | Postman Pat and the Super Jet Boots       | ?          | 2016. november 30. | ?              |
| 61. | 9.  | Postman Pat and the Eco Igloo             | ?          | 2016. december 1.  | ?              |
| 62. | 10. | Postman Pat and the Painted Sheep         | ?          | 2016. december 2.  | ?              |
| 63. | 11. | Postman Pat and the Spring Lamb           | ?          | 2017. január 16.   | ?              |
| 64. | 12. | Postman Pat and the Reckless Rollers      | ?          | 2017. január 17.   | ?              |
| 65. | 13. | Postman Pat's Camping Chaos               | ?          | 2017. január 18.   | ?              |
| 66. | 14. | Postman Pat and the King's Armour         | ?          | 2017. január 19.   | ?              |
| 67. | 15. | Postman Pat and the Bouncing Bulb         | ?          | 2017. január 20.   | ?              |
| 68. | 16. | Postman Pat and the Lost Pigeon           | ?          | 2017. január 23.   | ?              |
| 69. | 17. | Postman Pat and the Runaway Bath          | ?          | 2017. január 24.   | ?              |
| 70. | 18. | Postman Pat and the Loch Ness Monster     | ?          | 2017. január 25.   | ?              |
| 71. | 19. | Postman Pat and the Clippy Claws          | ?          | 2017. január 26.   | ?              |
| 72. | 20. | Postman Pat and the Sorting Machine       | ?          | 2017. január 27.   | ?              |
| 73. | 21. | Postman Pat and the Stormy Birthday       | ?          | 2017. január 30.   | ?              |
| 74. | 22. | Postman Pat and the Winter Games          | ?          | 2017. január 31.   | ?              |
| 75. | 23. | Postman Pat and the Bucking Bronco        | ?          | 2017. február 1.   | ?              |
| 76. | 24. | Postman Pat's Pop Star Rescue             | ?          | 2017. február 2.   | ?              |
| 77. | 25. | Postman Pat and the Very Important Person | ?          | 2017. február 3.   | ?              |
| 78. | 26. | Postman Pat and the Space Suit            | ?          | 2017. március 29.  | ?              |